# Segestria davidi
Segestria davidi är en spindelart som beskrevs av Simon 1884. Segestria davidi ingår i släktet ormspindlar, och familjen sexögonspindlar.
Artens utbredningsområde är Syrien. Inga underarter finns listade i Catalogue of Life.